# Монастырское ростовщичество на Руси
Ростовщи́чество монастыре́й Руси́

## Осуждение ростовщичества в анналах церкви
Православие в средневековой Руси формально осуждало любое ростовщичество, так называемый заём денег «в рост» (смотри статью Ростовщичество раздел «Ростовщичество и религия»), опираясь на Священное писание, но в отличие от католичества в Европе на Руси никаких кар (отлучение, анафема) к ростовщикам вне самой церкви Русская Православная церковь не принимала. Внутри церкви ростовщичество осуждалось на основании того, что в Правилах св. Апостолов (правило 44) сказано:
епископ, или пресвитер, или диакон, лихвы требующий от должников или да перестанет, или да будет извержен. Осуждается церковное ростовщичество и сейчас — смотри те же Правила св. Апостолов на сайте Миссионерского отдела Московской епархии.
Владимирский собор 1274 года вынес указание о проверке кандидатов в священники и дьяконы:  — не грешны ли блудом, убийством, насилием, а также ростовщичеством (текст на древнерусском).
Однако это правило в средневековье постепенно стиралось жизненными реалиями.

## Хозяйственный рост монастырей за счёт неприкосновенности
Монастыри Руси, наряду с религиозной всегда вели активную хозяйственную деятельность. Для средневековых княжеств Руси именно монастыри были ведущими культурными, экономическими, торговыми и, позднее, финансовыми центрами. В тяжёлые для княжеств времена монастыри (пользуясь своей неприкосновенностью) оставались опорой экономики, помогали и ссужали деньги, еду, сельскохозяйственный инвентарь, посевной материал, лошадей и скот, и даже доспехи разным слоям общества. Неприкосновенность монастырей, епархий и их имущества для местных властей и даже для монгольских захватчиков была важным фактором и становления и развития. Эта неприкосновенность со стороны монгольских ханов гарантировалось и в самой Золотой Орде (Сарайская епархия действовала в Орде с 1261 по 1454 год) и на территории русских княжеств, сразу после нашествия, по не сохранившемуся (но упомянутому в других источниках) ярлыку хана Батыя, потом по ярлыку хана Менгу-Тимура русскому духовенству и монашеству от 10 августа 1267 года. Эти ярлыки были многократно подтверждены: ярлыком хана Токты, выданным митрополиту Петру, 12 апреля 1308 года (не сохранился), потом ярлыком ханши Тайдулы от 25 сентября 1347 года, потом ещё одним её ярлыком митрополиту Феогносту от 4 февраля 1351 года, и ещё одним её ярлыком митрополиту Алексею от 11 февраля 1354 года (в ярлыке он назван митрополитом в некотором роде «авансом», так как его поставили митрополитом в Царьграде только осенью 1354 года), потом ярлыком хана Бердибека тому же митрополиту Алексею 1357 года — и т. д. Все эти ярлыки и воля ордынских ханов при всех исключениях — к примеру митрополит Феогност в 1342 году во время поездки в Орду перенёс всякие истязания, раздарил до 600 рублей сильным людям, но настоял на том, что хан Джанибек не брал с церкви ежегодную дань, а утвердил за церковью все её прежние льготы новым ярлыком — сделали православные монастыри своего рода островками стабильности и процветания среди разорённой нашествиями и данью земли.
Неотчуждаемость церковных земель позже потребовалось защитить и внутренними законами, так как с освобождением от ига Золотой Орды великокняжеская, а затем царская власть, стала нервно реагировать на старые ханские ярлыки церкви. Собор русских святителей 1503 г. принял к сведению ханские ярлыки и дал следующее постановление: Святители и монастыри земли держали и ныне держат, а отдавати их не смеют и не благоволят, понеже вся таковая стяжания церковная — Божия суть, возложена и наречена и дана Богу и не продаема никому же никогда же и в век века. На Стоглавом соборе то же самое правило выражено так: Отчин и сел, которые даны на поминок церквам без выкупа, и иных церковных и монастырских земель и прочих недвижимых вещей, по священным божественным правилам, ни отдати, ни продати, но крепко хранити и блюсти (под угрозой низвержения для епископа, изгнания из монастыря для игумена и отлучения — для прочих: Стоглав казан, изд., с. 338—341).
Таким образом, первоначально закреплённая в ярлыках ханов, а затем в законах Великого Княжества Московского неотчуждаемость церковных земель сыграла огромную роль Затем этот принцип был ещё раз подтверждён в Соборном Уложении 1649 года. Помимо неотчуждаемости земель монастыри обладали определённым иммунитетом к законам своего времени. Многие историки (например М. С. Черкасова) выделяют в монастырском иммунитете целых три составляющих:
- административно-судебный — невъезд должностных лиц государства на его территорию, право не платить печатных, подписных и явочных пошлин при оформлении грамот, освобождение от дани, полная несудимость старцев, слуг, купчин, крестьян от местных властей, тарханные грамоты (освобождение от любых судов, кроме уголовных[17]), своя «губная» организация, суд, тюрьма.
- финансовый — монастырь мог сам платить ямские деньги «на Москве в казну» не пуская к себе сборщиков налогов, подсчёт вёлся по своей окладной единице — «выти», а не с государственной единицы — «сохи», все выплаты налогов производились самим монастырскими властями, монастырские крестьяне часто освобождались от ямской, подводной и кормовой повинности с запустевших земель.
- таможенный статус — беспрепятственный проезд торговых экспедиций монастырей за рыбой и солью[18], хлебом (а также при закупке мёда, хмеля и других товаров), неподсудность персонала таких экспедиций. Кроме того с монастырей не взимались пошлины: осмничее, костки, мостовщина, мыт, тамга, весчее, померное, пятно, а за лишнюю кладь с монастырского судна брались не таможенные пошлины, а фиксированный оброк (или просто отказывалось в контроле «ни целовальников к тамге ни к мыту, ни к збору и перевозу не емлют»).[19]

## Земельные владения как метод сохранения доходов
В результате таких весомых льгот и гарантированной безопасности монастырей богатые люди Руси в те лихие года видели в монастырях единственное место, где их богатства могут быть сохранены для этого мира и для духовного благополучия в мире ином. Других надёжных мест для богатства просто не было: ни земля (которую могли отобрать), ни торговля (рисковое дело в те времена), ни дружина (которую могли победить), ни недвижимость, ни запасы (которые легко уничтожались) — все они не гарантировали сохранения кровных сбережений в следующем витке войн, переворотов и набегов завоевателей с постоянным гнетом дани, с периодическими неурожаями и морами.
Пожертвования церкви и особенно монастырям в нестабильные времена принимали широкий размах. В то время как бояре и служилые дворяне, дружинники, купцы и богатые крестьяне теряли свои вотчины и крепостных холопов от войн, мора и репрессий, а также беднели, неся бремя военных расходов и бесконечных выплат дани, монастыри, получая пожертвования, неуклонно накапливали богатства. Постепенно приобретая земельные угодья у населения, через акты дарения и ссуды (как денежные, так и продовольственные) монастыри становились крупными землевладельцами. Вполне логично, что земельные владения рассматривались монастырями как наиболее безопасный, перспективный и солидный способ накопления и сохранения капитала, а заодно и в час набегов помогали сохранять жизнь крепостных крестьян. Согласно оценке историка Платонова в конце XVI столетия в руках духовенства, митрополита, архиерейских кафедр и монастырей находилось до 37 % (2/5) всей обрабатываемой пашни Русского царства, а также леса и покосы.
Аналогичный подход обращения капитала в земельные наделы применялся и руководством монастырей-заимодавцев в Западной Европе эпохи Средневековья.

## Конфликт в клире по вопросу ростовщичества и земельных владений
О распространённости на Руси самой практики выдачи монастырями ссуд под проценты, в том числе так называемых «процентов на проценты» (смотри статью Сложные проценты) говорит яростное осуждение этих действий, звучащее уже в начале XVI века от отдельных представителей православной церкви, так называемых «нестяжателей». «Нестяжатели» — монашеское движение в России, в конце XV и первой половине XVI веков, выступавшее против монастырского землевладения и ростовщичества.
Основатель движения святой преподобный Нил Сорский особо отмечал, что в хозяйственной деятельности монастырей можно использовать чужой, наёмный труд, но не угнетение крепостных крестьян стяжания же, по насилию от чужих трудов собираемые, привносить совершенно нам не на пользу. «Нестяжатели» не желали передачи государству церковных земель (исходя из запрета отчуждения церковной собственности), но настаивали на перераспределении земель внутри самой Церкви: владения чёрного духовенства (монастырей) должны перейти в распоряжение архиереев церкви.
Известный последователь движения «нестяжателей» насельник Кирилло-Белозерского монастыря Вассиан (Патрикеев) писал:

 Мы, волнуемые сребролюбием и ненасытимостью, всевозможным способом угнетаем братий наших, живущих в селах, налагая проценты на проценты — Ростиславов Д.И. Указ. соч., С. 28
Монах Максим Грек высказался ещё категоричнее:

 Мы же не только остаемся бесчувственными и не сострадательными к такой их горькой участи и не удостаиваем их никакого утешения, хотя имеем заповедь заботиться милостиво о терпящих убожество и скудость житейских потреб, но ещё и весьма бесчеловечно увеличиваем для них эту их скудость ежегодными требованиями обременительнейших ростов за взятое ими у нас взаём серебро, и никогда не прощаем им этой ежегодной уплаты, хотя бы в десять раз уже получили с них данное в долг. И не только угнетаем их этим способом, но ещё, если бы кто, по причине крайней нищеты не мог внести процентов на наступающей год, то требуем с него — о бесчеловечие! — другие проценты; если же не могут внести, отнимаем у них все, что имеют, и выгоняем их из своих сел с пустыми руками. — Нравоучительные сочинения. Слово 4.
В «Повести страшной и достопамятной и о совершенной иноческой жизни» он снова клеймит бесчеловечное ростовщичество применительно к монастырям (Источник: Памятники литературы Древней Руси. Конец XV — первая половина XVI века. М., 1984, С. 483)
«Нестяжатели» противопоставляли себя другой мощной монашеской группировке, позднее названной
«Иосифляне» в честь монаха Иосифа Волоцкого, а затем основателя и настоятеля (1479—1515) Иосифо-Волоцкого монастыря, который настаивал на полезности монастырского землевладения, отстаивал необходимость украшать храмы росписями, богатыми иконостасами и образами, применял ростовщичество в хозяйственной деятельности. Неслучайно 7 декабря 2009 года по благословению патриарха РПЦ Кирилла именно он — святой (канонизирован в 1579 году) преподобный Иосиф Волоцкий — был объявлен покровителем православного предпринимательства и хозяйствования.
«Иосифляне» одержали верх в борьбе и нейтрализовали своих оппонентов. В 1525 году Максим Грек на Соборе был обвинён в ереси и в сношениях с турецким правительством, затем в 1531 году на другом Соборе он был осуждён вторично за порчу (правку) церковных книг. Там же Вассиан (Патрикеев) был обвинён в ереси митрополитом Даниилом (который стал настоятелем Иосифо-Волоцкого монастыря после смерти Иосифа Волоцкого). Оба «нестяжателя» были заключены именно в этот известный как место заточения врагов государевых и еретиков Иосифо-Волоцкий монастырь (ныне просто Волоколамский монастырь). Там Вассиан Патрикеев быстро умер, а Максим Грек был переведён в другой монастырь и реабилитирован уже после 1547 года, что было куда более благоприятным исходом по сравнению с сожжением еретиков в 1504 году по призыву того же Иосифа Волоцкого.
Но позже среди монахов возникла новая группировка «нестяжателей». Признанным лидером так называемой «второй волны нестяжателей» стал старец Артемий (Пустынник), который в 1551 году стал по царскому указу (долго отказывался и согласился с крайней неохотой) настоятелем Троице-Сергиева монастыря, но затем ушёл оттуда из-за каких-то разногласий с монахами. Артемий изложил взгляды нестяжателей в несохранившемся послании Иоанну IV «на Собор» 1551 года: Артемий был против землевладения монастырей, но считал, что земли не следует отнимать силой, монахи сами должны отказаться от них. Увы, Артемий переоценил нестяжательство верхушки монахов — «иосифляне» воспользовались добровольным понижением в чине старца Артемия и оговорили его. Уже в 1553 году он был осуждён за блуд (еретичество доказано не было) и выслан в Соловецкий монастырь.
На этом этапе в борьбу двух группировок вмешивался сам царь, сначала благоволивший Артемию и подумывавший о секуляризации церковных земель. Иван Грозный в обращении к Стоглавому собору 1551 года среди прочего спрашивает (О церковных и о монастырских денгах. Вопрос 16):
о церковной и монастырской казне, еже в росты дают: угодно ли се Богови и что Писание о сем глаголет?
.
Ответ церкви (Ответ о святительских и о монастырских денгах без росту и о хлебе без наспу. Глава 7) был очень интересным, касался сразу денег и хлеба: якобы в рост их не даём, только просто взаймы, чтобы христиане не умирали и сёла не пустовали, так как писание и правила запрещают давать в рост:

А что святительские казенные денги в росты дают и хлеб в наспы, такоже и монастырские казенные денги дают в росты и хлеб в наспы, и о том божественное писание и священные правила не токмо епископом и прозвитером, и дияконом, и всему священническому и иноческому чину возбраняют, но и простым не повелевают резоимьство и лихву истязати. И того ради отныне по священным правилом святителем и всем монастырем денги давати по своим селом своим хрестьяном без росту и хлеб без наспу того для, чтобы за ними християне были, и села бы их были не пусты. Да о том себе велят писати в книги: сколько на котором денег и хлеба, и сколько в котором селе денег и хлеба в займех. Да держати те книги в казне крепости для. А у которых у святителей или у монастырей изойдется казенных денег и хлеба у своих християн, и они потому же нужным людем дают взаймы денги без росту, а хлеб без наспу с поруками и с крепостьми, или в казенные книги пишут. А у которых монастырей общих и девичих общих, и особь сущих, изойдется денег, и им на те денги купити монастырем земли да тем питатися, а в росты однолично денег не давати по священным правилом.
— Стоглав,
собор 1551 года. Глава 76.
Вопрос о ростовщичестве в церкви царём больше не поднимался.
Но царь вернулся к вопросу о землях церкви в 1580 году. На нём было постановлено возвратить земли, отданные на помин души, родне завещателя, а монастыри вознаградить деньгами; если родственников нет, отобрать за такое же вознаграждение в казну (смотри ниже). В 1584 году была попытка уничтожить льготы монастырских земель, но они были восстановлены уже через месяц.

## Виды займов, документальное оформление, способы выплаты
Займы на Руси оформлялись с помощью так называемой заёмной кабалы или сокращённого варианта — заёмной памяти. Было два основных типа займа:
- Закладная кабала оформляла залог земель, угодий, другой движимой и недвижимой собственности на время погашения долга и процентов по нему.
- Служилая кабала оговаривала отработку долга службой (в том числе и военной — смотри боевые холопы) или физической работой у кредитора.

Соответственно, сами проценты по этим типам кабал (которые в эпоху Средневековья часто обозначались словом «серебро») именовались в актах либо «дельными» (оплата процентов работой), либо «ростовыми» (оплата процентов либо деньгами, либо товарами), то есть ростовщическими. Для хлебных (зерновых) займов с процентами вместо слова «рост» использовалось универсальное для любого зерна слово «насп» или «насоп» (насып). Вот пример хлебного займа, без наспа, но с вариантом возврата долга деньгами + 20 % годовых, указанных как «рост давати на денгы на пять шестои»:
№ 4 1584, декабря 6. — Заёмная кабала Терентия Филиппова на 5 четвертий овса и полушку ржи, занятых у домшинского житника Семиона:
Се яз, Терентеи Филипиев сын из деревни с Митицына, занял есми у Прилуцкаго манастыря у старца у Семиона, у домшинского житника, пять четверти овса да полушка ржы от сроко от Николина дни осенаго да до сроку Семенова Летопровотца без насоп. А не поставлю яз хлеба на срок на Семенов день, ино на мне за овес за четверть по шти алтын, а за рожь за полушку шесть алтын. Или полягут денгы по сроце, ино рост давати на денгы на пять шестои. А где ся кабала застанет, тут по неи и правеж. А на то послуси: Коротан Стефанов сын да Третияк Василев сын. А кабалу писал Алешка Федоров сын, лета 7093-го.
На обороте: оброке на заиме-1.
(СП ИИ. Ф. 271. Оп. 1. Д. 139. Подлинник. Сст. 1.)
Судебник 1550 года запретил натуральные зерновые ссуды на сумму более 15 рублей.
- Были и другие типы кабал, например, «лошадиные» кабалы. Они составлены по формуляру обычной заёмной кабалы: полный, расширенный или упрощённый. После основного текста акта, обычно по нижнему краю листа, сделаны пометы о том, что кабала была выдана «за лошадь». Сроки выдачи таких кабал совпадают с временем пахоты и уборки урожая[35].

С XV века сохранились разнообразные кабалы. В одной частично «служилой» кабале (позже датированной серединой XV века) говорится, что некто Васюк Нога Есипов занял у некоего старца Геронтия Троице-Сергиева монастыря 2 рубля «с четвертью» и отдал тому в залог принадлежавшую ему Лукинскую пустошь, а за рост Геронтию ту пустошь Лукинскую косити — то есть при получении ссуды закладывали землю с конкретным природным ресурсом (травой) и оговаривали получение процентов путём эксплуатации угодий (возможно и с приложением труда заёмщика) и получения конечного натурального продукта (в данном случае сена), а не денег.
Монастырскую кабалу (как и любую другую на Руси того времени) оформлял писец по шаблону с указанием имени, сословия и места жительства заёмщика. Обязательно указывались срок возврата займа (день, зачастую привязанный к религиозному празднику) и проценты. Могли оговариваться и другие условия: оплата заёмщиком судебных издержек в случае когда дело доходило до суда по кабале. Как сказано в одной из кабал 1641 года: «под которым судом ни будут по сей кабале… сделав суд — давати, и за эти деньги заплатить рост, и судские все сполна». На обороте кабалы заёмщик обязательно писал стандартную фразу «руку приложил», тем самым удостоверяя своё полное согласие с условиями кабалы. При заключении сделки обязательным было наличие свидетелей («послухов»). В случае возврата займа вместе с процента в срок (или досрочно) сам документ (заёмная кабала или заёмная память) отдавался заёмщику.
Специальная кабала оформлялась, если часть денег при купле-продаже уплачена, а остальная часть подлежит уплате позднее. Такие кабалы шли с пометами «достальняя». За 1599/1600 г. сделана следующая запись в приходных книгах: «того же дни продали вкладной двор Якимовской Перевозчиков Офоне Потычке, взято за него в казну рубль денег да кабалу в рубле» или: «по приказу игумена Гурья з братиею казначей старец Мисаил продал монастырский долговой двор Фомы Колышкина Ивану Архипову, взял в казну полтора рубли денег, а вдосталь на нём взята кабала.»
Когда долг возвращался, на обороте кабалы появлялась соответствующая запись, иногда с указанием даты. Если деньги были выплачены полностью, сама кабала выдавалась на руки должнику. В приходно-расходных книгах монастыря казначей делал по этому поводу запись: и кабалу ему выдал. Это означает, что те кабалы, которые остались в монастыре и дошли до нас, отражают только «непогашенные» заёмщиками ссуды.
Если долг возвращался постепенно, частями, об этом также делали заметки. Выплаты долга растягивались на несколько лет. При этом далеко не всегда монастырь пользовался своим правом взыскивать долги через судебное разбирательство («правеж»), ожидая возврата денег столь длительное время. Впоследствии монастырские власти могли потребовать возвращения долгов у родственников: «по сей кабале Окинфей заплатил во отца своего место Потапово Хлебниково три рубли и полшеста алтына денег.» (8 СП ИИ. Ф. 271. On. 1. Д.7. заимщика).

## Размер процентной ставки
Размеры процентной ставки были ограничены сверху — ведь по уставу ещё Владимира Мономаха (XII век) нельзя было превышать ставку в 50 %. В XVI веке, как писал известный германский дипломат Сигизмунд Герберштейн, крупные монастыри давали займы всего под 10 % годовых (). Процент менялся со временем и в стабильные времена понижался, но в XVII веке нормой был «рост на пять шестой» (то есть 20 % годовых).
Соборным уложением 1649 года выдача ссуд под проценты запрещалась напрочь (Российское законодательство X—XX вв. Т. 3. М., 1985. С. 135, 146). Но эта норма формально обходилась заимодавцами. За выплату долга в срок процентов якобы не было, а вот за просрочку платежа проценты начислялись по прежней норме (20 % годовых). Как сказано в одной из заёмных кабал 1657 г.: «по сроку без роста, а полягут деньги по сроце и те деньги давати рост, как идет в людях, по расчету на пять шестой» ( Акты, относящиеся до юридического быта древней России, изданные Археографической комиссией. Т. 2. — СПб., 1864. С. 2.). И после этого уложения монастыри продолжали ссужать деньги, о чём свидетельствуют сохранившиеся заёмные кабалы.
Для своих крестьян и монахов действовали «льготные» ставки кредитования: как показывают заёмные памяти Иосифо-Волоколамского монастыря XVII века, таким клиентам могли ссужать и без процентов ( РГАДА — Российский государственный архив древних актов. Фонд 1192. Опись 1. Дело 2526.). В тяжёлые года Смутного времени монастырь не ставил ограничений по возврату долга, ссудив в 1609 г. (в период осады монастыря) чёрного попа Александра осьминой ржи, указал вернуть её в монастырскую житницу «как Бог даст минется» ( РГАДА. Ф. 1192. Оп. 1. Д. 2526. Л. 3.).

## Вторичный рынок займов
В качестве образца ниже приведён текст кабалы 1600 года из архива Иосифо-Волоколамского монастыря:
Се аз Евдоким Иванов сын Литвинова занял есми у Василья Васильевича Ржевского, у Григорья Ивашкина сына Шаблакина государей серебра три рубля денег московских ходячих августа от 25 числа до того ж дня на год. А за рост мне у государей и у Василья Васильевича служить на его дворе по все дни. А полягут деньги по сроку, и мне у государей, у Василья Васильевича, за рост по тому ж служить во дворе по все дни. А на то послух Безсон Иванов сын Козин.
Кабалу писал Васька Степанов сын июля в 20 день лета 7108 18 году.
В данной кабале не упомянуты никакие духовные, монастырские чины, вроде бы обе стороны и свидетели не имеют отношения к церкви. Но данная кабала хранилась в архиве Иосифо-Волоколамского монастыря, так как скорее всего она была выкуплена (вместе с заёмщиком) монастырём в ходе какой-либо торговой операции с кредитором (или так он отдал свой долг). Данный документ составлен накануне «голодных лет» — страшного голода 1601—1603 гг. Известно, что тогда владельцы даже выгоняли холопов, выдавая им отпускные грамоты, что было закреплено указом от 16 августа 1603 года. Так, в 1602 г. протодьякон Офонасий Максимов «отпустил на волю для хлебные дороговизны» своего холопа Онтонка именно потому, что «ему кормити нечем», а «кабалу подрал».
«Вторичный рынок» частично оплаченных служивых кабал действовал и внутри монастырей о чём свидетельствуют документы передачи кабал по вкладным и духовным внутри 
… дал государев дьяк Ждан Порошин вклад по тесте своем по старице Серапионе Шемякине кабалу на Якова Езовского в 55 рублей. И по той кабале взято по Якове Езовском в уплату 20 рублей денег. Того ж дни взято в казну по вкладной по Филаретове кабале на комельских крестьянех 15 руб. денег.
 (Приходная книга казначея Мисаила. 1594 г. октября 2 — 1595 г. июня 30 // Вотчинные хозяйственные книги XVI века. Ч П. М.; Л., 1979. С. 325.)

## Закабаление крестьян с помощью ростовщичества
В XV веке в Северо-Восточной Руси стало широко распространяться Кабальное холопство оформленное служивой кабалой. Должники всех типов заносились в списки, с которых делали копии для хранения в волостной администрации. Монастыри не остались в стороне от данной тенденции (Источники: Ключевский, «Происхождение крепостного права», «Русск. М.», 1885, август; Ключевский, «Подушная подать и отмена холопства в России», «Русск. М.», 1886, № 5, 7, 9 и 10; Сергеевич, «Русские юрид. древности» т. I, 147—160).
За десятилетия до этого, в завещании митрополита Алексея (умершего в феврале 1378 года), написанном не позднее 1377 (датировка: Тихомиров М. Н. Средневековая Москва, с. 290—291; Смирнов И. И. Заметки, 3, с. 153.), упоминаются холопы-должники, попавшие в кабалу Чудова монастыря (основан в 1365 году Алексием) за «серебрецо». Этот текст важен, так как показывает насколько привычным и обыденным стало к тому времени «кабальное холопство» для монастырей:

А все те села даю с серебром и с половники и с третники и с животиною. А что моя челядь в селах, а на них серебрецо, и не похотят служити, и кто куда похочет, и тем воля, отдав серебрецо, в кто рост дает, тем воля же
— Духовная грамота митрополита Алексея

### Выкупленные в Орде рабы как заёмщики
Считается, что под словами «половники» и «третники» Алексий подразумевает крестьян, платящих натуральную ренту в виде «трети» или «половины» урожая (Черепнин Л. В. Русь, спорные вопросы, с. 236—238.). Но есть также версия, что в данном тексте под словом «половники» упомянуты рабы, выкупленные Чудовым монастырём в Золотой Орде и работающие на монастырь за свой выкуп.
В других письменных источниках подобные выкупленные в Орде рабы и выкуп за них называются:
- «окупленные люди» — жалованные грамоты 1430—1480-х гг. содержат формулу об освобождении на определённый срок от пошлин монастырских «окупленных людях» из Кирилло-Белозерского монастыря, который выкупал захваченных Ордой людей (АСЭИ. т. I. М., 1952, № 128, 140, 171, 245; т. II, № 66, 67, 74, 158, 156, 164, 218, 222, 265, 322, 391, 397 , 437; т. III, № 77, 96; АФЗХ, ч. 1, М., 1951, № 252.)
- «купленные полные» (полонные) — одна из жалованных грамот, данная в Галиче в 1477 г., говорит о не взимании пошлин с людей «купленных полных» (АФЗХ, ч. I, № 252.).
- «головное серебро» — в двух актах конца 1420-х — начала 1430-х гг. упомянуто «головное серебро», возможно этот термин связан с речевой формулой «выдать головой до искупа» ([50] Деревенские служилые кабалы Спасо-Прилуцкого монастыря. Панеях В. М. — Проблемы источниковедения, вып. V, М., 1956, с. 229.).

Если слово «половники» означает то же самое, то приходится констатировать, что монастырь брал с выкупленных рабов проценты даже по такому милосердному поводу, как выкуп из басурманского плена. Митрополит вроде и не исключает возможности дать им волю при условии возврата долга, но и про «рост» он тоже не забывает упомянуть.
Это тем более странно, если учесть что выкуп из ордынского плена стал позже государевым делом, финансировался «из царевой казны», им ведал Посольский приказ. Подробные указания на это можно найти в Стоглаве 1551 года, в главе 72 «Об искуплении пленных». Подробнее смотри в Выкуп пленных из Орды

### Другие должники монастырей
В фонде Иосифо-Волоцкого монастыря хранится документ — «Долговая книга» 1532—1534 гг., в которой фиксировались долги крестьян (она была опубликована А. А. Зиминым в 1948). В книге перечислено 670 должников-крестьян из 24 сёл, 3 селец, 18 починков и 157 деревень. Причём в записях о займе обычно значится не только сам подписавшийся должник, но и вся его семья. Большинство выданных ссуд относилось к долгосрочным — так называемые «подможные» ссуды, которые возвращались лишь при уходе крестьян из вотчины. Их размеры доходили до 1,5 рубля.
Для Троицко-Сергиева монастыря из Описи 1641 года можно узнать, что только по второй четверти XVII века перечисляются и отдельные заёмные и судные «подможные» записи на крестьянах (как на отдельных, так и на целых общинах) числом более 400 и целые «долговые», «должные книги». Но как утверждают историки от некогда столь богато документированной сферы ныне мы не имеем почти никакого следа. Официального объяснения отсутствия данных документов нет.
Практика «подможных» ссуд была распространена в крупных монастырях, которые с помощью всех видов (денежных, продовольственных) кредитов монахи привлекали в свои вотчины крестьян, сначала для работы по кредиту, а при невыплате долга в срок удерживали их с помощью «кабального холопства».
И продолжалась эта практика до XVII века — на основании ссудной (заёмной) записи, составленной в 1642, «вольный человек» Евсевий Юрьев по прозвищу Дружина с семьёй за долг в 10 рублей стал жить в монастырской вотчине и работать на обитель наравне с другими крестьянами.
Есть однако и прямо противоположное мнение: просто крестьяне нашли лазейку от выплаты разорительного «посошного налога» (смотри Соха (единица измерения)) — через продажу и залог своих земель монастырям, которые «обеляли» эти земли, то есть делали их свободными от налога. После этого крестьяне арендовали у монастыря свою бывшую землю. Активно шёл процесс закладывания земель монастырям и в посадах. В ответ правительство издаёт ряд указов о запрещении закладничества и продажи тяглых земель, иногда проданные земли просто конфисковались у монастырей.

### Приобретение холопов вместе с вотчиной
Знатным заёмщикам монастырские ссуды выдавались с иной целью — для «округления» монастырских владений. А. А. Зимин, изучавший землевладение Иосифо-Волоцкого монастыря, подсчитал, что со времени его основания до кончины Иосифа Волоцкого, то есть за 36 лет, с 1479 по 1515 год, данный монастырь заключил 60 сделок, из них: 27 вкладов, 10 обменов, 1 покупку, и лишь одна вотчина была приобретена за долги. Это было село Бужаровское с деревнями, полученное в 1512 от княгини Ирины Товарковой-Пушкиной, жены князя Семёна Романовича Ярославского, за его долг в 500 рублей и накопившиеся к тому времени проценты. Аналогичный случай произошёл с Троицко-Сергиевым монастырём в 1593/94 г. путём «уступки» от вдовы Ульяны Желтухиной в состав монастыря попала деревня Климкова с 3 пустошами в волости Вохне. Вдова обещала, что: «впредь ей не вступатись в ту вотчину», а для надёжности монастырь приплатил ей 35 рублей, поскольку в тот момент она сильно бедствовала: «нонеча я волочусь з детишками меж двор». За нарушение взятого обязательства вдове грозила неустойка в те же самые 35 рублей.
.
Несколько более сложный случай отражён в документа от января 1629 года. М. А. Булгакова, урождённая Воронова-Волынская (дворянка, ведущая род от самого воеводы Боброка Волынского), стала монахиней и, уже будучи старицей Московского Вознесенского монастыря, сначала заложила землю Троицко-Сергиеву монастырю, а затем дала вкладом «старинную купленную вотчину своего деда и отца» — село Вороново в Перемышльской волости. Выкупная цена села определялась в 700 рублей, однако сам выкуп вкладчица запрещала, написав заклятье именем Спаса. Наличие двух грамот — закладной и данной говорит о том, что суть сделки определялась именно закладной: 500 рублей необходимы были Марфе Булгаковой ''ради своей скудости, на свою нужду, чем долги розплатить и крестьянишкам своим на хлеб на семенной и на ячменной, что божиим судом хлеб у них мороз побил, и на лошади и на коровы, и на всякую крестьянскую ссуду''. Забота старицы Марфы о собственных крестьянах объяснялась тем, что, уже будучи монахиней одной обители и отдавая село Вороново в другую монастырскую обитель, она не переставала им пожизненно владеть. Правда, для большей надёжности своих прав на Вороновскую вотчину троицкие монахи взяли с Марфы Булгаковой ещё и духовную грамоту (оформлялась непосредственно в присутствии архимандрита Дионисия и келаря Александра Булатникова) с завещанием этого села монастырю. После её смерти село с крестьянами перешло к монастырю уже без всяких оговорок.

## Приобретение монастырями земель под видом дарения
На практике часть земель, приобретаемых монастырями с помощью ростовщичества, могла быть скрыта под видом дарения. Хотя по грамотам земли и угодья отдавались монастырю в дар (оформлялась так называемая «данная» — хороший пример здесь:), ради поминания своей души, душ умерших родственников («по душах родителей своих в наследие вечных благ») или на вспоможение родичам, уходящим в монастырь, реальная причина расставания со своей собственностью заключалась в неплатёжеспособности многих местных феодалов.
Примеры:
- Семён Васильев Шевяков в середине XVI века передал Иосифо-Волоколамскому монастырю четверть деревни Шевелево — игумен обязался заплатить «долгу нашего с той отчинки … по двум кабалам 5 рублей и 10 алтын с роста». Обязательство игумена недвусмысленно указывает на то, что реально это была купчая — земля отдана монастырю в обмен на обязательство по оплате старого займа бывшего владельца земли.
- Кузьма Яковлевич Воронин в 1425—1427 годах передал в Троице-Сергиев монастырь свою вотчинную землю «на помин души» — то есть он не мог оплатить помин ни деньгами, ни товаром, но общественная мораль того времени вынуждала его сделать это любой ценой. Там же содержится обязательство монастыря заплатить долг Воронина (10 рублей) некоему Трепареву. Очевидно, что под видом дарственной была совершена купчая: монастырь, за полученную от Воронина землю, заплатил его долг третьему лицу и оказал ему духовную услугу: «помин души».
- По другой дарственной, датированной историками 1474—1478 годами, Анна Кучецкая передавала Троице-Сергиеву монастырю ряд своих владений, за что он «снимал» с неё долг её мужа в размере 5 рублей.
- Из самых старых «данных» сохранились: дарственная Оксиньи, дочери Фомы Васильева, жены Григория Остафьева, архимандриту Чудова монастыря Иоакиму на пустошь Шугаровскую, близ реки Каширки (от 1381 г.) и дарственная Иулиании, жены великого князя Ольгерда, Успенской церкви в Озерищах (от 1377 г.).
- Акулина (Голтяева?), совершая с сыном акт дарения недвижимости в Переяславском уезде, обусловливает свои действия обязательством со стороны монастыря уплатить долги своего мужа «Ондрея» на сторону — «десять рублев… Марье Федорове с тое земли». Анастасия (Саларева) и княгиня Евдокия, жена князя Дмитрия Ивановича Донского, при оформлении дарственной Троице-Сергиеву монастырю около 1435—1449 гг. на села Фаустовское и Козловское в Московском уезде, ставят условие, запрещающее покупку кому-либо, кроме них самих, этих вроде бы подаренных монастырю земель а будет им те села продати, и им мимо меня, Настасьи, тех сел не продати.[59]
- Подробная формула о неотчуждении земли содержится в грамоте начала XV в. В. К. Гуся Добрынского митрополиту Фотию на сельцо Васильевское и другие земли в Московском уезде: А господа мои митрополиты киевскии и всеа Руси, Фотей и которые по нем будут, то селцо держат в дому пречистыа богородици и святого чюдотворца Петра, а не продаст его, ни променит, ни отдаст никому, занеже дал есмь то селцо, и деревенку, и пустошь на поминок своим родителем и себе и всему своему роду.[60]

Все эти примеры свидетельствуют, что вкладчики или продавцы вотчин специальными оговорками, сделанными в соответствующих документах, пытались изъять эти вотчины из сферы купли-продажи: они должны были оставаться в собственности монастыря навечно, навсегда оставаясь святой церковной землёй. Но монастыри старались избавиться от «сомнительно» приобретённых владений, продавая и обменивая их на другие земли, что было дальновидно в свете проверок со стороны царской власти
При изучении документов по истории Троице-Сергиева монастыря исследователи обнаружили, что его земельные владения значительно увеличились в период междоусобной войны 1425—1453 гг., причём из 50 сёл, приобретённых за это время, 9 достались обители «неизвестным путём». То же можно сказать о 4 из 5 селец и 10 из 50 деревень, перешедших к монахам. Одновременно монастырь давал деньги взаймы под заклад угодий, выдавал свои земли в аренду феодалам и купцам, ставя перед ними конкретные условия по заселению этой земли людьми и обустройству.
В мощных землевладельцев со временем превратились Николаевский-Корельский, Михаило-Архангельский, Антониев-Сийский, Кирилло-Белозерский, Троице-Сергиевский монастыри.

### Конфликт с интересами государства
Однако, с точки зрения государства, это подрывало устои: вотчины уходили из рук служилого класса в монастыри, особенно сильно страдало поместное войско, в которое каждый из служивых людей (согласно принятому в 1555—1556 гг. «Уложении о службе») должен был привести одного конного боевого холопа (с двумя конями, доспехами, экипировкой и оружием) с каждых 100 четвертей земли своей вотчины (а с 1597 года — одного конного и одного пешего с каждых 100 четвертей земли), плюс некоторое число обозных холопов. Отсутствие земель у служивых людей автоматически вело к сокращению войска, что вынуждало царскую казну поддерживать военно-служебную годность дворян повышением их поместных и денежных окладов, введением дорогого регулярного войска (стрельцов), полностью и круглый год оплачиваемого казной. Это разоряло казну и народ. Кроме того, некоторые монастыри были в запустении, обряды поминовения души (за которые и были отданы земли феодалов) зачастую просто не исполнялись.
На монастыри посыпались проверки. Сам Иван Грозный обратился в 1551 году к церкви (с помощью Стоглава) с настоятельным вопросом («О монастырех, иже пусты от небрежения. Вопрос 15»), в котором недвусмысленно угрожал страшным судом: «В монастыри боголюбцы дают душам своим и родителям на поминок вотчины и села… И поимали много по всем монастырем… Где те прибыли, и кто тем корыстуется?.. Кто о сем истязан будет в день страшнаго суда?». Ответ на этот вопрос царя со стороны церкви был довольно объёмным («Ответ о вотчинах и о куплях, которые боголюбцы давали святым церквам на память своим душам и по своих родителех в вечный поминок и в наследие благ вечных. Глава 75» -) и сводился (как и в случае с вопросом о ростовщичестве) к тому, что всё путём, злоупотреблений нет.
Царская власть всё же ввела безопасный для себя способ обеспечения «вечного поминовения и спасения души» — денежный вместо земельного. Собор 1573 года распространил эту меру на все княжеские и боярские вотчины, запрещая их передачу в монастыри, чтобы «в службе убытка не было и земля бы из службы не выходила». В 1580 году церковный Собор (с участием бояр) постановил: архиереям и монастырям вотчин у служилых людей не покупать, в заклад и в поминовение души не брать. Вотчины, купленные или взятые в залог у служилых людей, отобрать в царскую казну — «А заплатит государь за них или нет — его воля».
Тогда монастыри перешли к покупке земель. Кирилло-Белозерский монастырь активно скупал в 1564—1572 годах земли на севере и в центре Руси. Троице-Сергиев монастырь с 1515 по 1588 год приобрёл земли на более чем 15 500 рублей, что в то время было огромной суммой. Земельные владения монастыря располагались в 31 волости.

## Другие свидетельства монастырского ростовщичества
Более поздние источники приводят и другие документальные свидетельства о монастырском ростовщичестве.
Например, бюджет Соловецкого монастыря содержит отдельные записи о процентном доходе.
Архангельский монастырь на Устюге в 1624—1648 годах совершил 50 сделок по приобретению земли, 47 из которых были реализацией права залога по неоплаченным займам. Стоимость земли составила около 7 тысяч рублей.
Как установил в начале XX века историк Александр Изюмов, подмосковный Троицкий монастырь (с 1744 года — Троице-Сергиева лавра) и Калязинский (Тверской епархии) Троицкий Макарьев монастырь) давали ссуды под залог земельных владений.
Троицкий монастырь в тот же период по результатам 42 залоговых сделок приобрёл земли на 4 тысячи рублей.
В залог принимались и ювелирные изделия, как в ломбарде. В приходо-расходных книгах Азовского Иоанно-Предтеченского монастыря, изученных Николаем Оглоблиным, значится выручка «за закладные серьги, что Ивана-кузнеца».